# Бирине
Би́рине — село в Україні, у Новгород-Сіверській міській громаді Новгород-Сіверського району Чернігівської області. 
Населення становить 962 осіб. До 2020 орган місцевого самоврядування — Биринська сільська рада.

## Географія
Біля села річка Смолявиця впадає у Торкну, ліва притока Десни. На південний захід від села розташоване заповідне урочище «Бирине», на схід від села— гідрологічний заказник Болото «Смелявницьке».

## Символіка
На гербі на зеленому тлі зображена річка Десна (синя смуга). Поверх зображений бойовий ціп, який символізує анклав Новгород-Сіверського району і всієї Чернігівської області (зелений колір) на лівому березі Десни. Наконечник у вигляді булави символізує давню середньовічну історію села. Ланцюг у ціпку символізує важке сполучення з Новгород-Сівеським, особливо під час весняних паводків.

## Історія

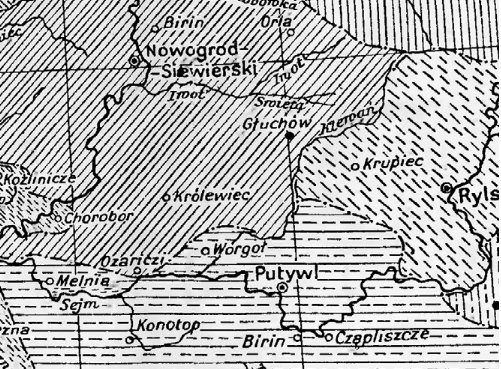
Фрагмент карти за С.М. Кучинським, де позначено Бирин на Десні та Бирин на Сеймі (сучасне місто Буринь)

Бирине засноване на початку 17 ст. На території села є залишки 13 поселень 10-1 тис. до н. е., 1 тис. н. е. 
У «Списку руських міст далеких і близьких» XIV століття згадується давньоруське місто Бирин. В історичних джерелах на Сіверській землі згадується три поселення з назвою Бирин (на Десні, Сейму і Пслі). Думка низки істориків, дослідників щодо його локалізації досі неоднозначна, але швидше за все давньоруське місто знаходилося на Сеймі. Після золотоординського нашестя осіле населення Сіверщини відійшло за рубежі Десни і Сейму, шукаючи притулку на лісистих південно-західних схилах Середньоруської височини. Можливо поселенці і принесли сюди цю назву.
За нововиявленими історичними матеріалами, поселення Бирин на р. Десні згадується в 1514 році при опису шляху московських послів у Крим, коли вони йшли через Бирин біля Новгорода-Сіверського, далі шлях їх пролягав на Путивль, потім через Мокошовецький перевоз на Сеймі Лосицькою дорогою, яка перетинала Сейм у районі с.Чаплищі, на севрюцькі села, далі пішли в басейн Сули, потім через Псел і в степ.
У буремні часи національного здвигу біля Новгорода-Сіверського була Задеснянська республіка з центром у селі Бирине.  У цей період весною на території карбували власну монету, відчували себе незалежними, незаможними і отримали владу на місцях. У 1919 році влада «незалежників» впала з відходом води. Прийшли київські більшовики України, зруйнували храми, все, що було придбано, забрали, а людей насильно загнали в колгоспи.  
12 червня 2020 року, відповідно до розпорядження Кабінету Міністрів України № 730-р «Про визначення адміністративних центрів та затвердження територій територіальних громад Чернігівської області», увійшло до складу Новгород-Сіверської міської громади.
19 липня 2020 року, в результаті адміністративно - територіальної реформи та ліквідації колишнього Новгород-Сіверського району, село увійшло до новоствореного Новгород-Сіверського району Чернігівської області.

## Цікаві факти
- Села Бирине та Прокопівка так відрізані від Новгорода-Сіверського, що місцеві називають їх Биринською республікою, тим паче, що така й була під час визвольних змагань 1917—1920 років.[5]
- Особливістю Бириного є те, що тут функціонує повноцінний краєзнавчий музей, який має експонати, що не поступаються колекціям обласного музею.[6]